# 2002 en Inde
Chronologie de l'Inde
- 1998
- 1999
- 2000
- 2001
- 2002
- 2003
- 2004
- 2005
- 2006

Cette page concerne les évènements survenus en 2002 en Inde :

## Évènement
- Confrontation indo-pakistanaise de 2001-2002
- Violences au Gujarat
- 1er janvier : Partition du Midnapore (en)
- 13 janvier : Massacre de Singicherra (en) (16 morts)
- 23 janvier : Lancement du satellite INSAT-3C (en)
- 17 février : Meurtre de Nitish Katara (en)
- 27 février : Incendie du train de Godhra (en)
- 28 février : Massacre de la société Gulbarg (en) (69 morts)
- 1er mars : Affaire Best Bakery (en)
- mai : Vague de chaleur (en)
- 3 mai : Crash du Mig 21 à Jalandhar (en)
- 4 juin : Catastrophe au passage à niveau de Kasganj (en) (49 morts)
- 13 juillet : Massacre de Qasim Nagar (en)
- 24 septembre : Attaque du temple d'Akshardham (en)
- 10-12 novembre : Cyclone de 2002 au Bengale-Occidental (en)
- 5 décembre : Meurtre de Malankara Varghese (en)

## Cinéma
- Nandi Awards de 2002 (en)
- 16 février : 45e cérémonie des Filmfare Awards
- 6 avril : 3e cérémonie des International Indian Film Academy Awards à Londres.

### Sorties de films
- Allari Ramudu
- Badhaai Ho Badhaai
- Chroniques indiennes
- Company
- Deewangee
- Devdas
- Dil Hai Tumhaara
- Gémini
- Haan Maine Bhi Pyaar Kiya
- Hum Tumhare Hain Sanam
- Humraaz
- Indra
- Jaani Dushman : Ek Anokhi Kahani
- Kaante
- King
- Kya Yehi Pyaar Hai
- Leela
- Mr. and Mrs. Iyer
- Mujhse Dosti Karoge!
- Na Tum Jaano Na Hum
- Om Jai Jagadish
- Raaz
- Rishtey
- Saathiya
- Shakti
- Shararat
- Sur – The Melody of Life

## Littérature
- Black Friday: The True Story of the Bombay Bomb Blasts (en) de Hussain Zaidi
- Une simple affaire de famille (en) de Rohinton Mistry
- Stolen Sunshine (en) de Smita Jhavar.

## Sport
- Championnat d'Inde de football 2001-2002
- Championnat d'Inde de football 2002-2003
- Tournoi de tennis de Chennai (ATP 2002)
- Tournoi de tennis de Chennai (ATP 2003)
- Participation de l'Inde aux Jeux olympiques d'hiver de Salt Lake City, avec un unique participant.

## Naissance
- Hridayeshwar Singh Bhati (en), inventeur d'un jeu d'échecs à six personnes.
- Budhia Singh, athlète.
- Vijay, acteur.

## Décès
- Dhirubhai Ambani, homme d'affaires.
- Bhagwan Dada (en), acteur.
- Devika (en), actrice.
- Piara Singh Gill (en), physicien.
- Krishan Kant, personnalité politique.
- Dina Pathak (en), actrice.
- P. R. Pisharoty (en), physicien et météorologue.